# Coleccionismo de arte en la Antigua Roma

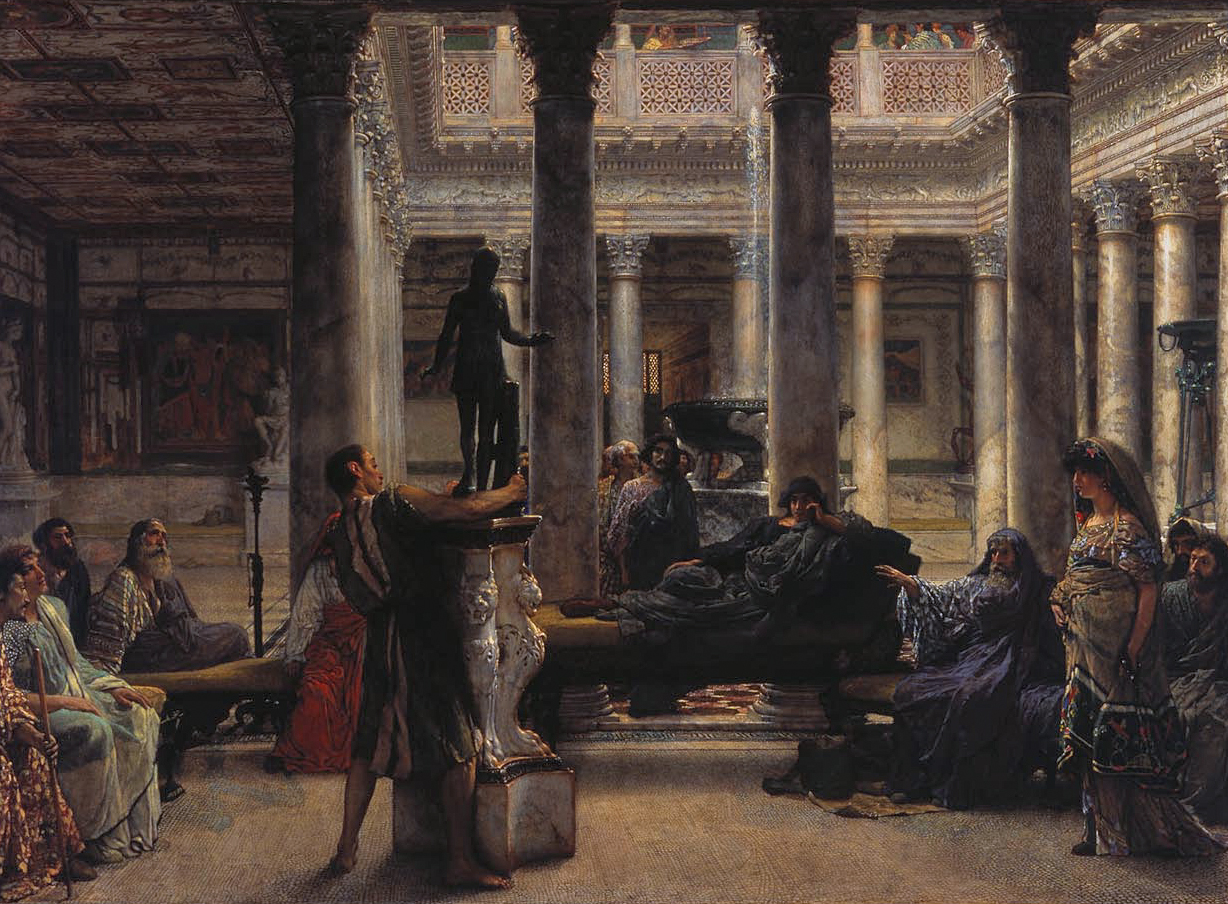
Representación decimonónica del coleccionista de arte romano, Óleo de Lawrence Alma-Tadema A Roman Art Lover. Milwaukee Art Museum

El coleccionismo de arte era una práctica habitual entre los antiguos romanos. Los bienes y las obras de arte tenían significados simbólicos y se utilizaban para transmitir mensajes sobre el coleccionista y el estado romano. Debido a la popularidad de los bienes coleccionables, surgió un mercado del arte.  Estos bienes eran gestionados por una burocracia encargada de cuidarlos, vigilarlos y protegerlos.

## Antecedentes
En la cultura griega se asentaron una serie de conceptos que tendrían continuidad en la cultura romana acerca del coleccionismo artístico: al valor del material del objeto artístico en sí (su materia prima: mármol, bronce, oro, etc.), se añadieron el valor de la autoría firmante de la obra, la singularidad o rareza de la pieza, el relativo a su antigüedad y su valor histórico. También se introdujeron dos figuras clave: el marchante o encargado de proporcionar obras al coleccionista y el crítico de arte. Los romanos heredaron de los griegos la afición de acaparar obras de arte añadiéndole al coleccionismo un sello de ostentación y expresión de poder que reforzaba y asentaba su posición social.
El expansionismo territorial y las victoriosas guerras de este período dieron lugar a la obtención de numerosas piezas artísticas fruto de saqueos y botines. El arte saqueado se consideraba tanto un trofeo como una fuente de riqueza y financiación. El historiador romano Tito Livio consideraba que este proceso se inició en el año 212 a. C. cuando el ejército romano al mando del general Marco Claudio Marcelo conquistó y saqueó la ciudad griega de Siracusa en Sicilia. El traslado a Roma de todas las piezas artísticas obtenidas del botín de guerra y el impacto que causó en las élites romanas estos trofeos dieron lugar al inicio de los continuos expolios y saqueos artísticos que se sucedieron a partir de ese momento.

## Colecciones públicas

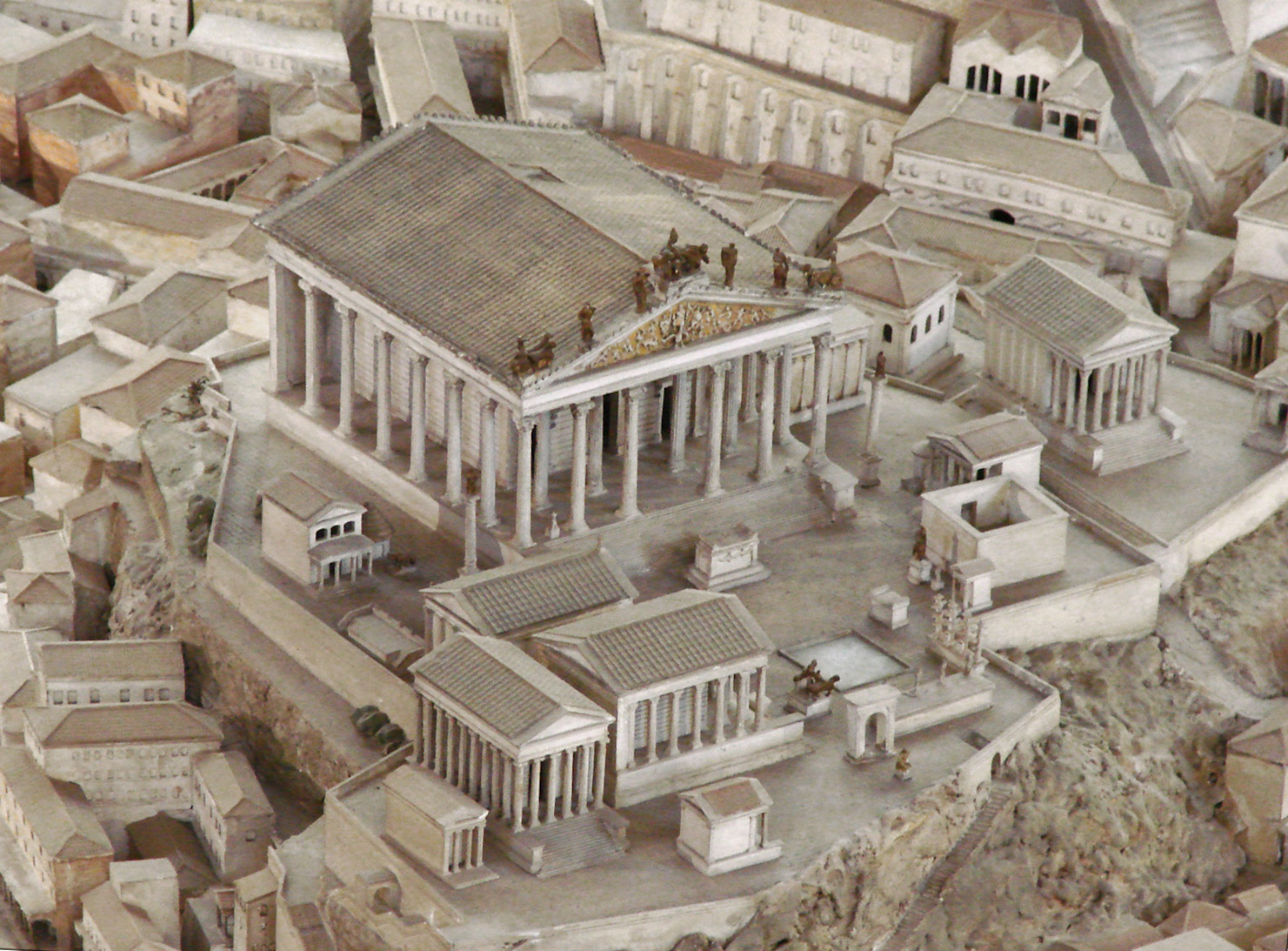
El Capitolio, con su templo de Júpiter Óptimo Máximo, era uno de los lugares en los que se acumularían y exhibirían todo tipo de objetos culturales. Detalle de la maqueta de la colina capitolina Museo de la Civilización Romana, Roma

La acumulación de piezas artísticas obtenidas por diversos medios derivó en que los Templos romanos de la antigua Roma albergasen diversas piezas artísticas, especialmente de esculturas. Los ediles organizaban exposiciones de arte durante las fiestas religiosas. Los museos de este modo fueron también expresión de propaganda política. Los generales construyeron edificios de proyección pública dedicados a exhibir sus botines. Por ejemplo, Cayo Asinio Polión construyó el Atrium Libertatis, dedicado a celebrar sus victorias. El emperador Vespasiano construyó el Templo de la Paz, en el que se exhibía el botín obtenido en la guerra en Judea. Durante los asedios y las batallas, los militares romanos realizaban un ritual conocido como evocatio, destinado a desviar a las divinidades tutelares del bando contrario hacia el lado romano. Como parte de esta práctica, se trasladarían ídolos y estatuas religiosas de los adversarios derrotados a las ciudades romanas. También es posible que esto formara parte del saqueo normal. Normalmente, los objetos fruto del botín de guerra se exhibían en la capital durante un desfile triunfal. En él se destacaban los logros del general triunfante. A través de estas formas de exhibición pública, las obras de arte adquirían un nuevo significado, mostraban públicamente la notabilidad de los logros de una persona y la fortaleza del Estado romano sobre sus enemigos.

## Colecciones privadas

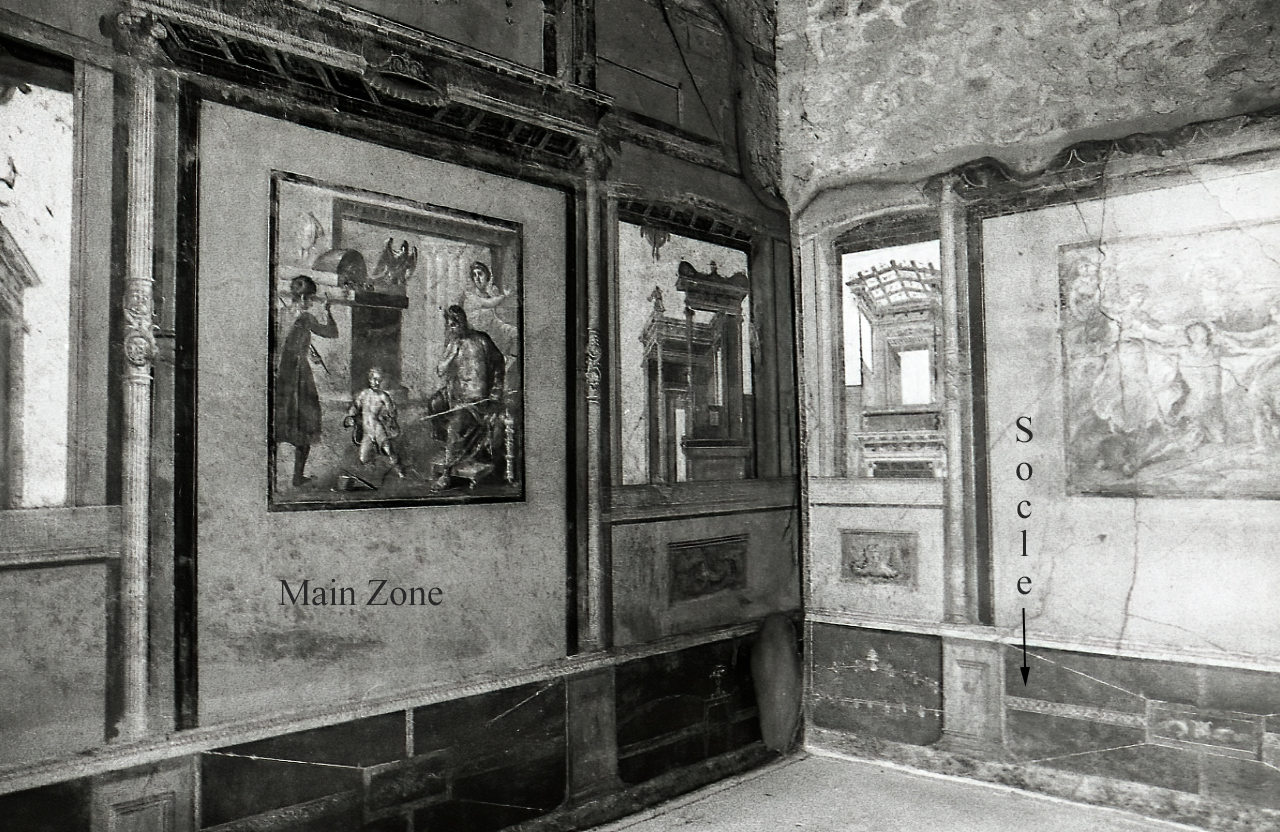
Secciones de las paredes interiores en la casa de los Vetti en Pompeya, fotografiada originalmente por Paolo Monti - Servizio fotografico (Pompei, 1982)

Además de los espacios públicos, los romanos utilizaban sus propias casas como museos. Exponían obras de arte, generalmente griegas, en sus atrios, bibliotecas, banquetes, salones o jardines. Se consideraba un signo de alto estatus social que muchos visitantes acudieran a ver las obras de arte de la propia casa. Había numerosos métodos de exposición de obras en la antigua Roma. Vitruvio aconsejaba a los hombres de prestigio amueblar sus casas con una habitación con funciones de Pinacotechae ("galería de cuadros"). Eran una especie de galería de arte en la que se pintaban obras artísticas sobre paneles de mármol o madera. Este tipo de habitaciones se asemejan a las de las casas de Herculano, Pompeya y otros lugares, como por ejemplo el cubículo de la casa de los Vettii en Pompeya. Se hicieron populares a mediados del siglo I a. C. Los ciudadanos, normalmente patricios, también tenían colecciones privadas para disfrute personal. Este tipo de colección privada pudo tener su origen en Alejandría y Pérgamo. Al igual que otros estilos de colección, recibió la influencia de la cultura griega.
Los gobernantes romanos fueron los primeros coleccionistas. A mediados de los años ochenta a. C. se atribuía a Sila como el primer gran coleccionista privado. También al final de la época republicana el coleccionismo privado se dio entre otros dirigentes romanos, fruto de las múltiples campañas militares que los ejércitos llevaban a cabo en sus acciones de conquista. Plutarco menciona el caso de Lucio Licinio Lúculo hombre refinado y culto que acumuló un notable patrimonio artístico de esculturas y pinturas. 
La venta y el comercio de bienes culturales, a diferencia de su apropiación a través de la conquista, era otro medio por el que la élite romana adquiría piezas artísticas. A finales de la república Cicerón glosaba la insana pasión coleccionista de Cayo Verres. Aunque se especula con que su implicación con el arte tuviese una intención más comercial.
A finales de la república se consolida un mercado de compra-venta de piezas artísticas, entre ellas las subastas públicas de venta de botines y rapiñas fruto del expansionismo militar romano, con ello las clases pudientes romanas obtuvieron una nueva forma de adquirir objetos artísticos.

## Importancia cultural

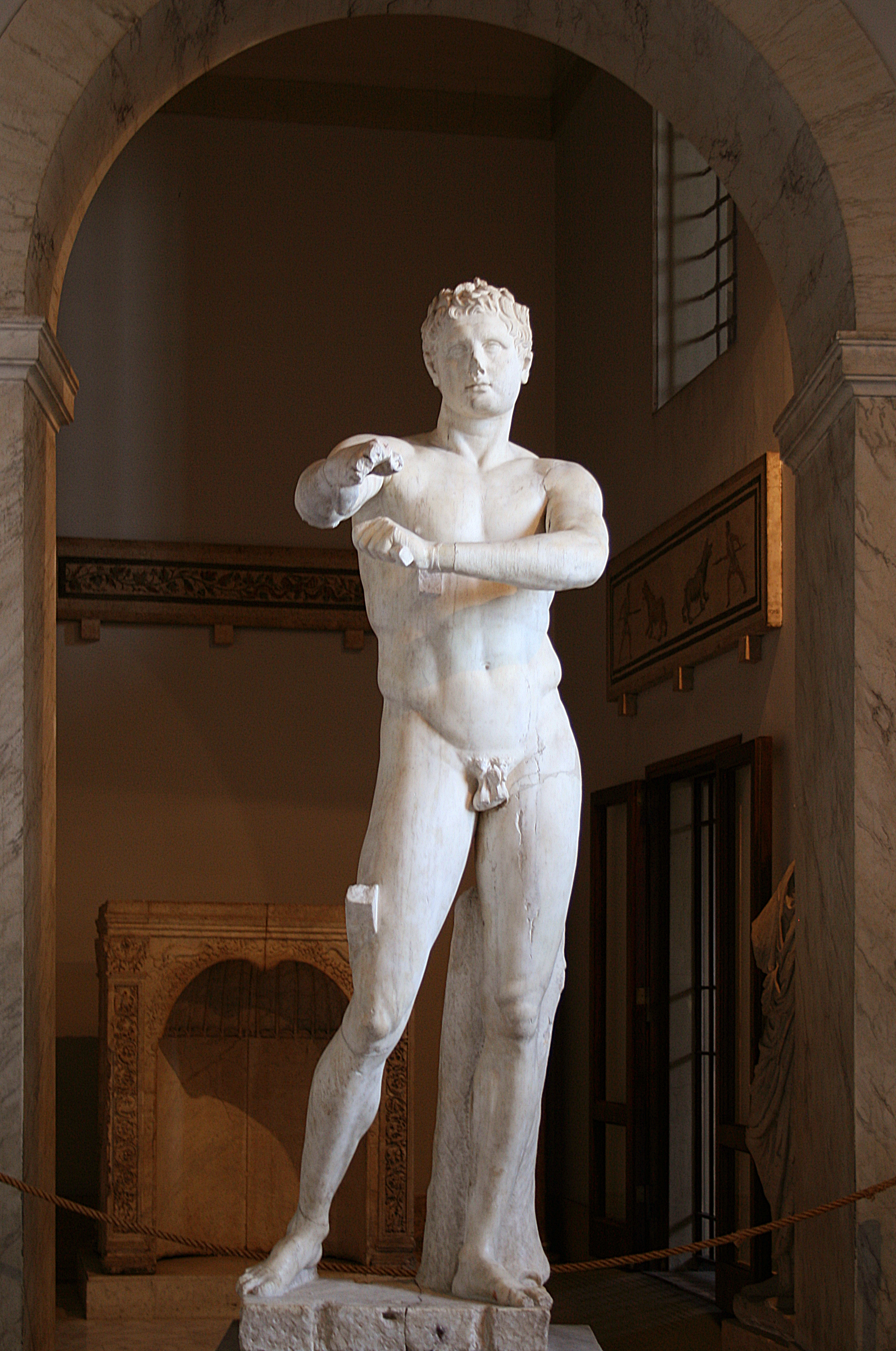
El Apoxyómeno de Lisipo, copia romana según un original en bronce del siglo IV a. C. Museo Pío-Clementino

Los objetos que los romanos coleccionaban solían tener una finalidad simbólica.Cicerón consideraba que las posesiones materiales eran una extensión de uno mismo. Los patricios coleccionaban figuras de cera de sus antepasados y las utilizaban para decorar sus casas y durante los servicios funerarios. También se coleccionaban retratos de personajes ilustres. Estas obras de arte eran símbolos de estatus y se utilizaban para mostrar las virtudes morales. Los objetos coleccionados solían representar el pasado y logros de la identidad de Roma. Las colecciones se utilizaban para transmitir mensajes sobre el propio coleccionista y la sociedad romana en general. Cicerón describió a su oponente político, Cayo Verres, como un coleccionista poco virtuoso. Verres fue descrito como una persona obsesionada con la percepción que los demás tenían de él, y con una obsesiva codicia por las piezas artísticas.
Los objetos y las obras de arte podían llegar a ser caros y valiosos debido al significado cultural que se les atribuía. El mercado del arte se amplió para dar cabida a bienes intencionadamente coleccionables y a piezas de arte diseñadas para seguir las tendencias culturales y artísticas. Las piezas de orfebrería y la platería era un material habitual de colección, y se consideraba un signo de alto estatus social. Otros materiales comúnmente coleccionados eran joyas, alfombras, libros y muebles. Las obras de arte y otros enseres se vendían en áreas como el foro. Algunos romanos consideraban inmoral el afán por coleccionar objetos. Agripa, publicó un discurso en el 18 a. C. con la exigencia de que todas las pinturas y las estatuas no deberían estar en manos privadas sino que debían ser de disfrute público. Lo que denota que el arte formaba parte también de la retórica política además de ser un fenómeno social o una moda. Más allá de la dinámica social del coleccionismo, existía también una dinámica jurídica a través de la cual la legislación intentaba regular el consumo y por ende, los objetos artísticos. En particular, las numerosas leyes suntuarias desde Catón el Viejo hasta el emperador Tiberio y más allá intentaron regular el flujo de consumo, aunque la eficacia de las mismas siempre fue discutible.
La firma del artista también era importante para determinar el valor de una obra y se falsificaban las autorías para inflar el precio de una pieza de arte. Los mercaderes vendían productos con el valor añadido de que habían pertenecido a personajes mitológicos o figuras relevantes de la cultura.

## Administración y gestión
Los romanos, tanto individual como colectivamente, estaban dispuestos a gastar importantes recursos en el mantenimiento de los bienes culturales y de los edificios que los contenían. Se creó una extensa burocracia a través de una serie de oficinas en aras de la protección de dichos bienes. Algunos de los cargos que conllevaban dicha burocracia habrían sido de poca importancia, como el servus publicus que barría en los templos. Otros tenían funciones más importantes y constituían un aspecto del mecenazgo imperial, como el aedituus que controlaba el acceso al Capitolio. A mayor escala, se encontraban los curatores y ediles, cuyas tareas eran delegadas por los censores y los cónsules para cuidar, vigilar y proteger los bienes culturales. Esta preocupación por la gestión de los bienes culturales se prolonga incluso hasta finales del imperio, en el que existía un negociado denominado comes Romanus encargado de la protección de obras de arte de robos y desfiguraciones. Respecto a las tareas de limpieza, mantenimiento o restauración de dichos objetos artísticos servían en ocasiones como un medio más de expresar el poder e influencia política de la clase dirigente.
Es posible que las obras de arte y otros elementos se registraran en inventarios, probablemente con fines administrativos. En la época del Principado, estos inventarios y las oficinas que los acompañaban se habían convertido en algo esencial para el mantenimiento no sólo de los edificios, sino también de su contenido. Así por ejemplo, las estatuas podían identificarse a partir de inscripciones que señalaban su ubicación en las listas.